# NGC 5287
NGC 5287 is een lensvormig sterrenstelsel in het sterrenbeeld Jachthonden. Het hemelobject werd op 25 mei 1881 ontdekt door de Franse astronoom Édouard Jean-Marie Stephan.

## Synoniemen
- MCG 5-32-79
- PGC 48741